# Oedicentra gerydaria
Oedicentra gerydaria är en fjärilsart som beskrevs av Swinhoe 1904. Oedicentra gerydaria ingår i släktet Oedicentra och familjen mätare. Inga underarter finns listade i Catalogue of Life.